# Punta Pescadora

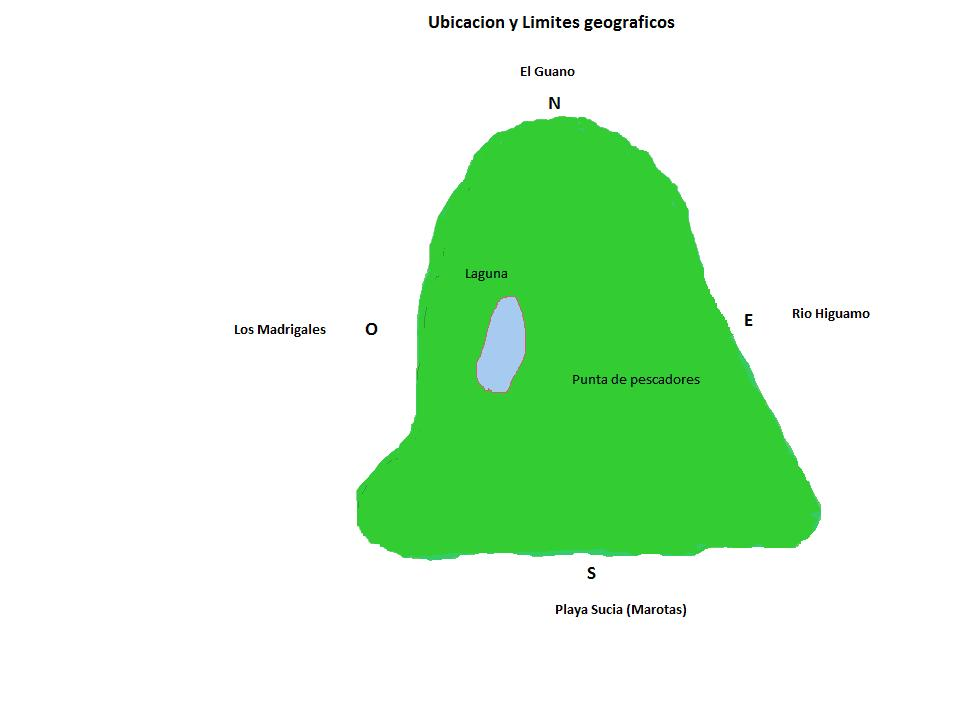
Mapa de La Punta Pescadora

El sector Punta Pescadora, conocido comúnmente como La Punta, es un barrio de la provincia de San Pedro de Macorís, uno de los más importantes si se tiene en cuenta que allí nació el municipio cabecera de la provincia que lleva su mismo nombre (San Pedro de Macorís). Por el año 1819, ese recién poblado sector se conocía como "Mosquitisol", nombre que surgió por lo intensos que se sentían los rayos del sol y por la proliferación de zancudos en la zona. Más tarde, el nombre de Punta Pescadora se origina a raíz de que sus pobladores vivían principalmente de la pesca dada su situación al lado del río Higuamo y a orillas del Mar Caribe.

## Historia
Este sector fue el primer enclave, de San Pedro de Macorís, donde nació como comunidad en febrero de 1882, cuando personas del sector La Atarazana y de la Villa Blanca de San Carlos de Santo Domingo, huyendo de las huestes haitianas, que se aproximaban a la capital y utilizando cinco botes, se trasladaron con sus familias y ajuares a la Ribera Occidental del río Higuamo, asentándose en la Punta de Pescadores como ha vuelto a llamarse hoy, tras haber sido conocida también como Villa Sol, nombre con que la bautizaron los llegados a ella, cuando vino a ser la primera aldea, hasta que desde el 1.º de septiembre de 1846, la mayoría de los lugareños se trasladaron a la parte oriental, y fundaron la segunda aldea a la cual llamaron Mosquitisol, caserío que será desde entonces la ciudad de San Pedro de Macorís.

## Geografía
Esta comunidad se encuentra ubicada al Oeste de la provincia cabecera.

### Límites
Al Este con el río Higuamo y el Barrio Blanco; al oeste con el Barrio Los Vicini; al norte con el Ingenio Colón, Hoyo del Toro y los Madrigales y al sur con la Playita en el Mar Caribe.
La Punta Pescadora tiene una latitud de 18.43 (18º 2' 60 N) y una longitud de 69.32 (69º 19' O)  El lugar está situado 130km. al sureste (119º) del centro aproximada a la República Dominicana y 62km al Este (93º) de la capital Santo Domingo, con un área aproximada de 10km².

### Densidad demográfica
Según el último censo realizado en el sector por la UNAP, el sector Punta Pescadora cuenta con un total de 5,292 habitantes de los cuales el mayor porcentaje es de mujeres y niños ya que del total de la población 1,852 son mujeres lo que reúne 35% del total y 1,325 niños y niñas lo que le da un 25%  y una cantidad de 2,120 hombres lo que le da un 40% del total de toda la población, es decir que un 60% de los habitantes se componen de mujeres y niños y un 40% de hombres.

### Hidrografía
Esta comunidad se encuentra a la orilla del río Higuamo (el río más extenso en caudal de la región este del país) el cual cuenta con una longitud de 65 kilómetros; también cuenta con una playa conocida como "playa Marotas" y con una laguna la cual no tiene ningún nombre registrado pero es muy visitada por los habitantes de este sector y de otras partes de la región.

### Recursos naturales

#### Flora

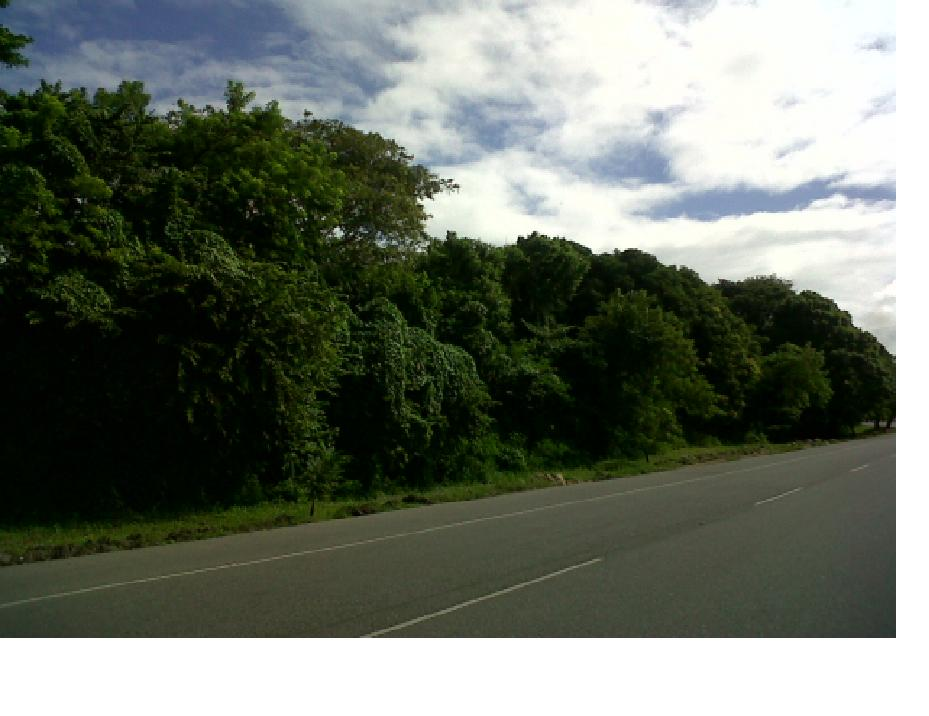
Plantas del Sector

En esta comunidad se goza de una espléndida naturaleza; cuenta con una vasta diversidad de árboles frutales y vegetales en esta se destacan mayormente los siguientes: el  plátano, la naranja, el limón, el tamarindo la guanábana, la lechosa, el aguacate, la chinola, la toronja, y la cereza; también encontramos, el jobo, el limoncillo, cocoteros, la almendra, la uva de playa, guandules a su vez observamos los extensos cañaverales propiedad del ingenio Cristóbal Colón el cual colinda con el sector.

#### Fauna

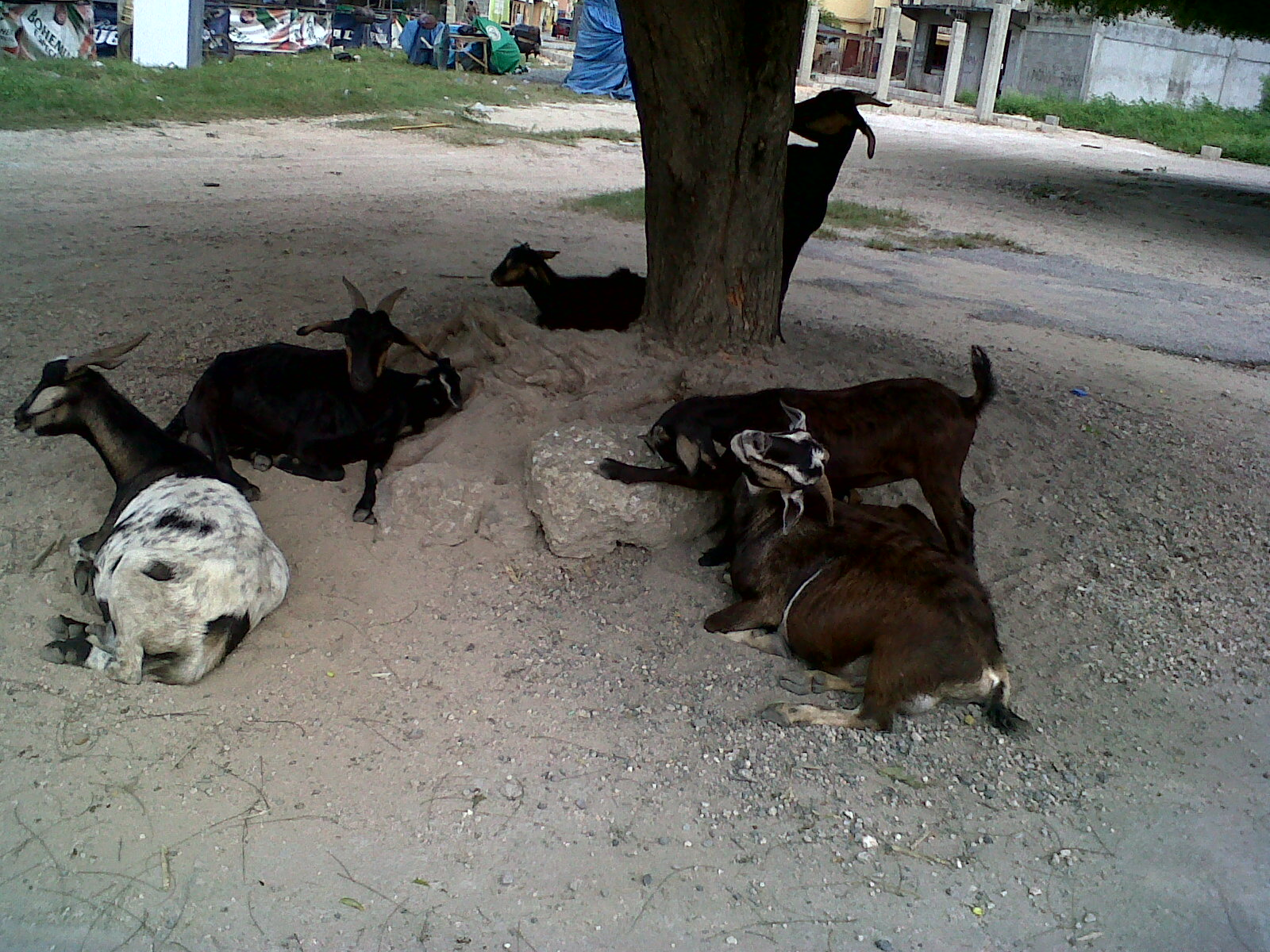
Los chivos forman parte de la diversidad de la fauna

La fauna participa de la riqueza y de la variedad de especies de la comunidad; en ella se pueden observar diversas especies animales entre ellas encontramos en mayor cantidad chivos y perros, pero también se observan aunque en menor proporción; vacas y toros (estos también propiedad del ingenio Cristóbal Colón), entre los reptiles se encuentran: culebras, jicoteas y lagartos; entre las aves están: las gallinas, gallos, ciguas, pájaros carpinteros y garzas; entre los peces y crustáceos podemos encontrar, tilapias, cangrejos, y jaivas, también anfibios como sapos y ranas; roedores como ratas, ratones, hurones, y una gran cantidad de insectos en su mayoría mosquitos, jejenes, luciérnagas, esperanzas, cucarachas, ciempiés, entre otros varios más.

## Infraestructura
La infraestructura del mismo está muy avanzada. Aproximadamente el 85% de sus viviendas están fabricadas en concreto y techadas de cemento o zinc solo un mínimo porcentaje de un 15% son casas de madera y zinc, las calles del sector en su gran mayoría están asfaltadas y en buen estado, también este cuenta con una escuela primaria, un play de béisbol, un multiusos, una policlínica (centro de atención primaria), y un centro comunal el cual está en vías de construcción.  Una de las calles principales de ese sector es su primera entrada, que lleva por nombre Agustín Pichirilo (uno de los principales moradores de San Pedro de Macorís), otras de las principales calles de este sector es la Facundo madrigal o calle "C" y la otra la cual es la segunda entrada al sector es la calle "H" en estas 3 se encuentran los principales comercios del sector.
Esta comunidad está a 0 metros de altitud. A la salida de esta podemos encontrar el cementerio el cual está ubicado del lado opuesto de la carretera. El destacamento policial más cercano es el Destacamento P.N. Puente Higuamo y cuenta con una gasolinera que colinda con el barrio Los Vicinis.

### Salud
Este sector cuenta con un centro de atención primaria de salud en el cual se realizan los servicios de consultas en medicina general, planificación familiar odontología y vacuna y emergencias este centro está conformado por diferentes médicos enfermeras y personal capacitado entre ellos: la doctora Mateo Simón, el doctor Rivera Silié que es el encargado de la UNAP en San Pedro de Macorís, entre las enfermeras cuentan con la licenciada María Luna, Belquis Castro y la promotora María Rincón. El establecimiento de la UNAP de la Punta Pescadora inicia su apertura en el año 1984. Ubicada a 0 km de distancia del municipio cabecera. A mediados del año 2010 esta comunidad se vio afectada por la epidemia del cólera la cual cobró la vida de 3 de sus habitantes y estuvieron más de 27 hospitalizados.

### Educación

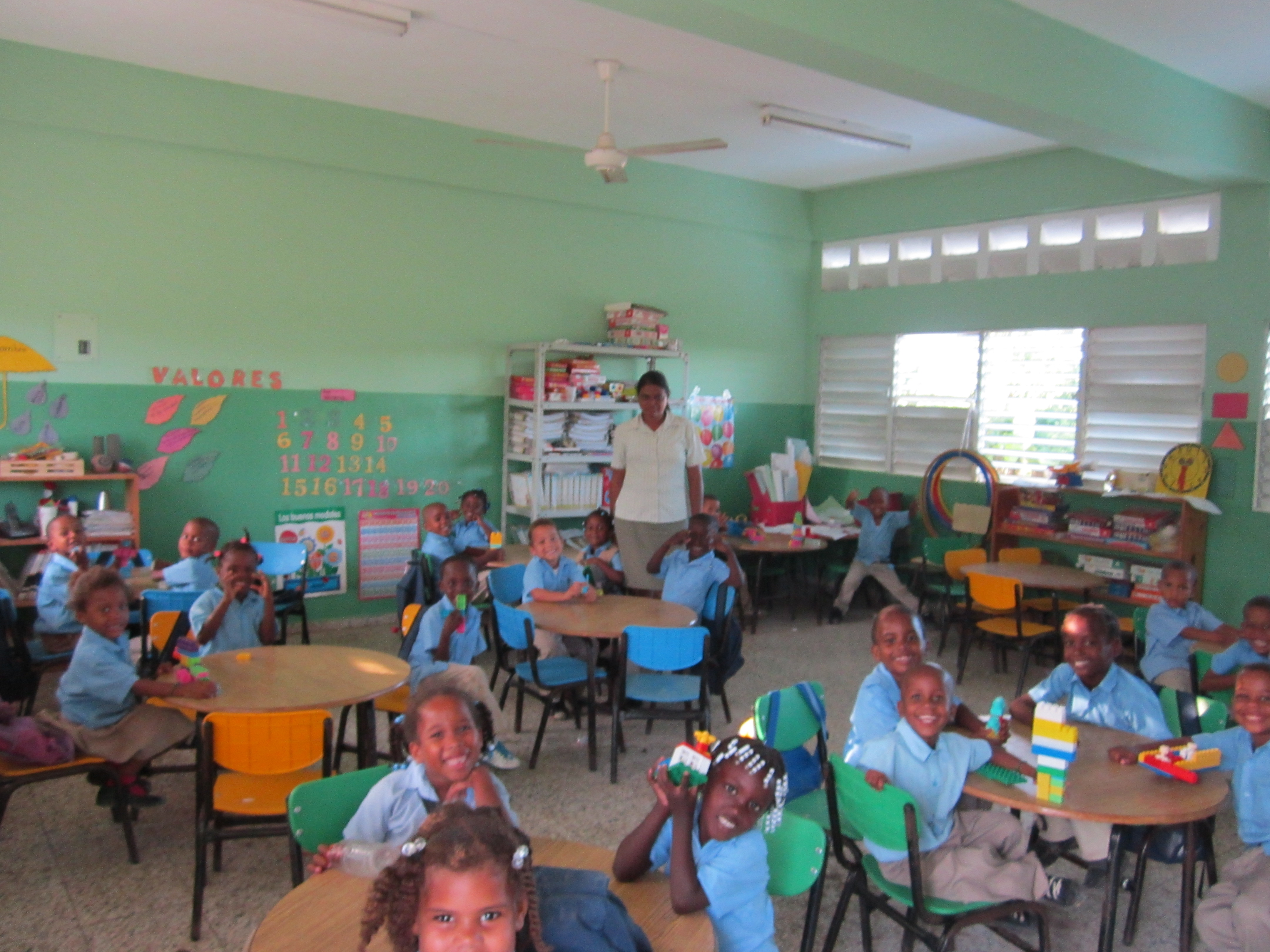
Estudiantes de La Punta Pescadora

Este sector cuenta con la principal base de su educación que es la escuela primaria Punta Pescadora que se encuentra en un nuevo local ya que fue fundada en el año 1910, pero impartía clases en una muy desmejorada infraestructura su nuevo y ampliado local fue inaugurado en el año 2006, el cual imparte clases a más de 500 estudiantes, desde pre-primario y hasta el 8º grado, la misma cuenta con 7 profesores, una secretaria y una directora, 9 aulas, se abarca la tanda matutina y vespertina, este centro educativo es patrocinado por la empresa de distribución de electricidad Eje Haina la cual se encarga del mantenimiento del mismo y de la donación de útiles escolares a sus estudiantes lo demás es proporcionado por el gobierno.
Además de esta escuela el sector cuenta con dos pequeños centros educativos privados.

## Economía

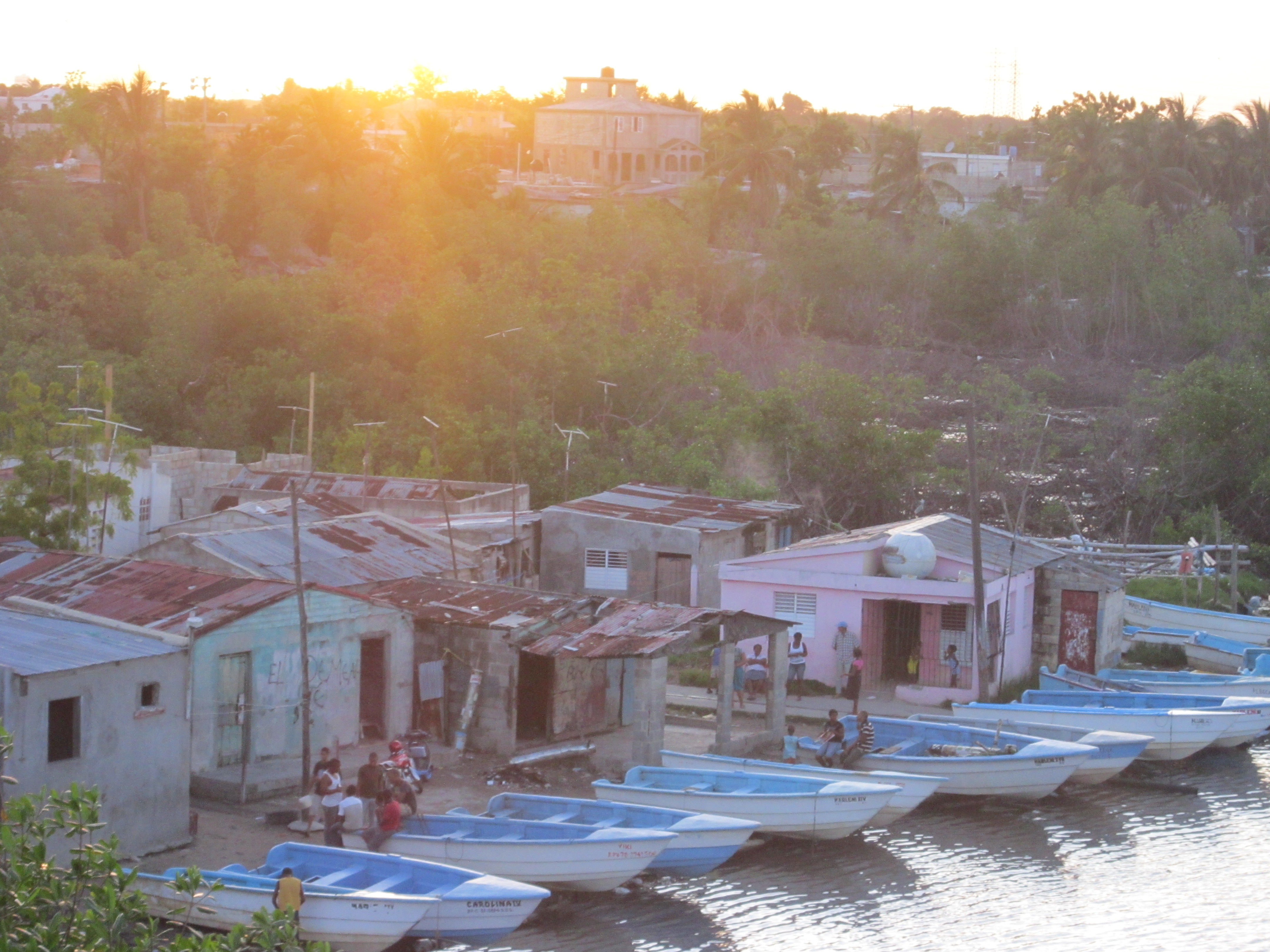
La pesca es una de las principales actividades comerciales.

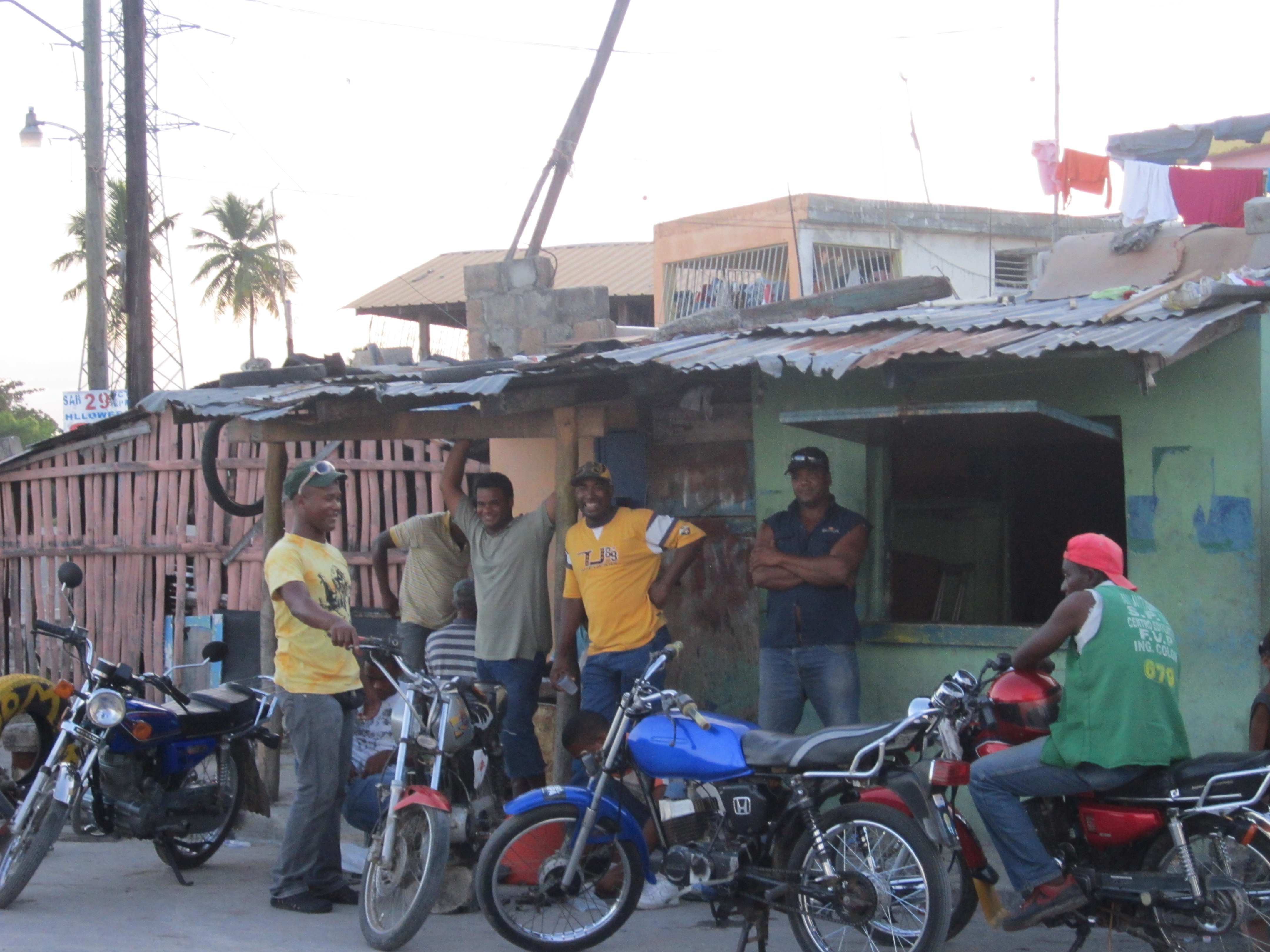
Los "Motoconchos" también forman parte de la dinámica económica del sector

La economía de la Punta Pescadora es muy variada pero está fundamentada en el comercio y la pesca ya que se encuentra a orillas del río Higuamo, sus moradores se basaron en la pesca para sostener su economía, debido a esto encontramos varias pescaderías algunas de las cuales surten otros comercios de San Pedro de Macorís, pero ya hoy en día los diversos comercios que se han asentado en el sector han opacado o más bien mermado lo que un día fue la mayor fuente de ingresos del mismo, entre los principales negocios encontramos a la misma entrada al sector a mano izquierda la planta de electricidad Eje Haina, una gran maderera, varias bancas de apuestas, una banca deportiva, varios colmados, tiendas de ropa y variedades, salones de belleza, dos farmacias, una carnicería, una pollera, un car wash, una discoteca, cafeterías, un repuesto de piezas de vehículos de motor, un billar, una panadería y repostería, un centro de internet y comunicaciones, varios centros de juego de video, una compraventa, estos son la mayoría de los comercios que sostienen la economía de este sector aparte de los buhoneros y cuenta además varias paradas de motoristas.

## Actividades Culturales
Las principales actividades culturales de este sector están en manos de la junta de vecinos, entre estas actividades se destacan las siguientes: las fiestas patronales celebradas del 24 al 28 de noviembre de cada año, en la misma se realizan diversas actividades de canto, concursos de belleza y competencias de baile, en estos días la mayor parte de los habitantes de este sector se dan cita a esta celebración comunal; también se celebran 3 días con el pueblo actividad muy similar a las patronales, pero esta es patrocinada por empresarios de San Pedro de Macorís, y cualquier otra actividad organizada por los moradores del sector está a cargo de la junta de vecinos como las competencias deportivas y de otra índole también. Sus primeras patronales fueron celebradas el día de San Rafael y se siguen haciendo en esa fecha.
En las diferentes Iglesias con que cuenta esta comunidad se llevan a cabo diversas actividades religiosas y culturales como campañas evangelisticas, obras de teatro, pantomimas, estas son realizadas cada cierto tiempo dispuesto por las mismas a los que asisten no solo los miembros activos de estas, sino que también los demás moradores del sector se dan cita a ellas.
En el deporte son muy comunes las competencias juveniles tanto de béisbol, sóftbol y básquetbol, aparte de estas simples competencias los grupos deportivos del sector también participan en los torneos interbarriales celebrados en San Pedro de Macorís.
En esta comunidad también se encuentra el Estadio de Softbol Aladino Olivares y el Utilitario Punta Pescadora. El Ministerio de Deportes y Recreación MIDEREC ha realizado inversiones en esta provincia las cuales incluyen la construcción de obras. En el caso del barrio Punta Pescadora por disposición de la cartera deportiva se construyó un moderno salón multiusos y se reparó el mencionado estadio de softbol.